# Nakkila
Nakkila este o comună din Finlanda.